# Geoff Hurst

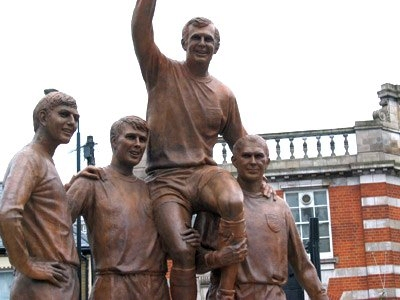
Geoff Hurst (tweede van links) met Bobby Moore op de schouders, beeld van Philip Jackson

Sir Geoffrey (Geoff) Charles Hurst (Ashton-under-Lyne, 8 december 1941) is een Engels voormalig voetballer.

## Carrière
Hij begon zijn carrière als jeugdspeler bij West Ham United. Hurst was aanvankelijk middenvelder maar werd door trainer Ron Greenwood tot spits gemaakt. In 1964 won hij zijn eerste hoofdprijs: de FA Cup. In de finale tegen Preston North End scoorde hij vlak voor tijd de gelijkmaker, waarna in de verlenging gewonnen werd. Het volgende jaar won West Ham de European Cup Winners' Cup. In februari 1966 werd Geoff Hurst voor het Engels voetbalelftal gevraagd door bondscoach Alf Ramsey.
Een paar maanden later bereikte hij, als 24-jarige, het hoogtepunt van zijn loopbaan, tijdens het WK. Aanvankelijk was de plaats van centrumspits voor Jimmy Greaves, maar in de laatste groepswedstrijd tegen Frankrijk raakte die geblesseerd, waarop Hurst hem verving. Vervolgens was hij cruciaal in het Engelse succes: in de kwartfinale tegen Argentinië scoorde hij het enige doelpunt. In de halve finale tegen Portugal gaf hij de beslissende voorzet aan Bobby Charlton. De finale in het Wembley-stadion, waarin hij in de aanval speelde met Roger Hunt, werd de wedstrijd van zijn leven: West-Duitsland nam na zes minuten de leiding, maar Hurst maakte zes minuten later gelijk met een kopbal. Daarna gaf hij de voorzet waaruit zijn teamgenoot van West Ham Martin Peters 2-1 scoorde. Na 90 minuten was de stand 2-2, door een gelijkmaker in de slotseconden van Wolfgang Weber.
In de eerste verlenging scoorde Geoff Hurst een van de meest beroemde en omstreden doelpunten uit de voetbalgeschiedenis. Hij schoot een voorzet van Alan Ball tegen de onderkant van de lat, waarna deze achter, op of vóór de doellijn de grond raakte. De scheids- en grensrechter vonden het eerste, televisiebeelden lijken het tweede te suggereren, en iedereen in Duitsland meent het laatste. Hoe dan ook: 3-2 voor Engeland. En in de laatste seconden van de wedstrijd, toen er al feestvierende fans op het gras van Wembley liepen, maakte hij er nog 4-2 van. Lange tijd was Hurst de enige die ooit driemaal scoorde in een WK-finale tot Kylian Mbappé deze prestatie evenaarde in de WK-finale van 2022.
Na 1966 had Hurst nog een lange en redelijk succesvolle carrière. Hij speelde in totaal 499 wedstrijden voor West Ham, waarin hij 252 doelpunten maakte. Tot 1972 speelde hij 49 interlands. Na zijn vertrek bij West Ham speelde hij nog een tijdje voor Stoke City, West Bromwich Albion en de Seattle Sounders in de (in de jaren 70 bij oudere voetballers populaire) North American Soccer League.
Na zijn actieve loopbaan werd Geoff Hurst trainer, onder andere bij Chelsea. Van 1977 tot 1982 was hij assistent-bondscoach van de Engelse nationale ploeg. Daarna ging hij de zakenwereld in, waarin hij ook succesvol werd. Hurst werkte onder andere in de verzekeringsbranche.
Geoff Hurst werd in 1998 in de adelstand verheven.
Sinds het overlijden van Sir Bobby Charlton in 2023 is hij de laatste overlevende speler van het Engelse elftal dat het WK van 1966 won.

## Erelijst
West Ham United
- FA Cup: 1963/64
- FA Charity Shield: 1964 (gedeeld)
- European Cup Winners' Cup: 1964/65

 Engeland
- FIFA World Cup:  1966

## Varia
- Het Engelse televisiecommentaar van de laatste goal van Hurst in de WK-finale is in dat land legendarisch. Commentator Kenneth Wolstenholme riep uit: "...some people are on the pitch, they think it's all over! (Hurst schiet en scoort) It is now!" Jaren later werd "They think it's all over" de naam van een sportquiz op de BBC.
- Hurst is ook een uitstekend cricketspeler. Hij kwam op het hoogste niveau uit voor Essex. In 1962 stond hij zelfs op het punt met voetballen op te houden en zich volledig op het cricket te concentreren.[1]